# Vas Dewar
|  | No s'ha de confondre amb Termos. |

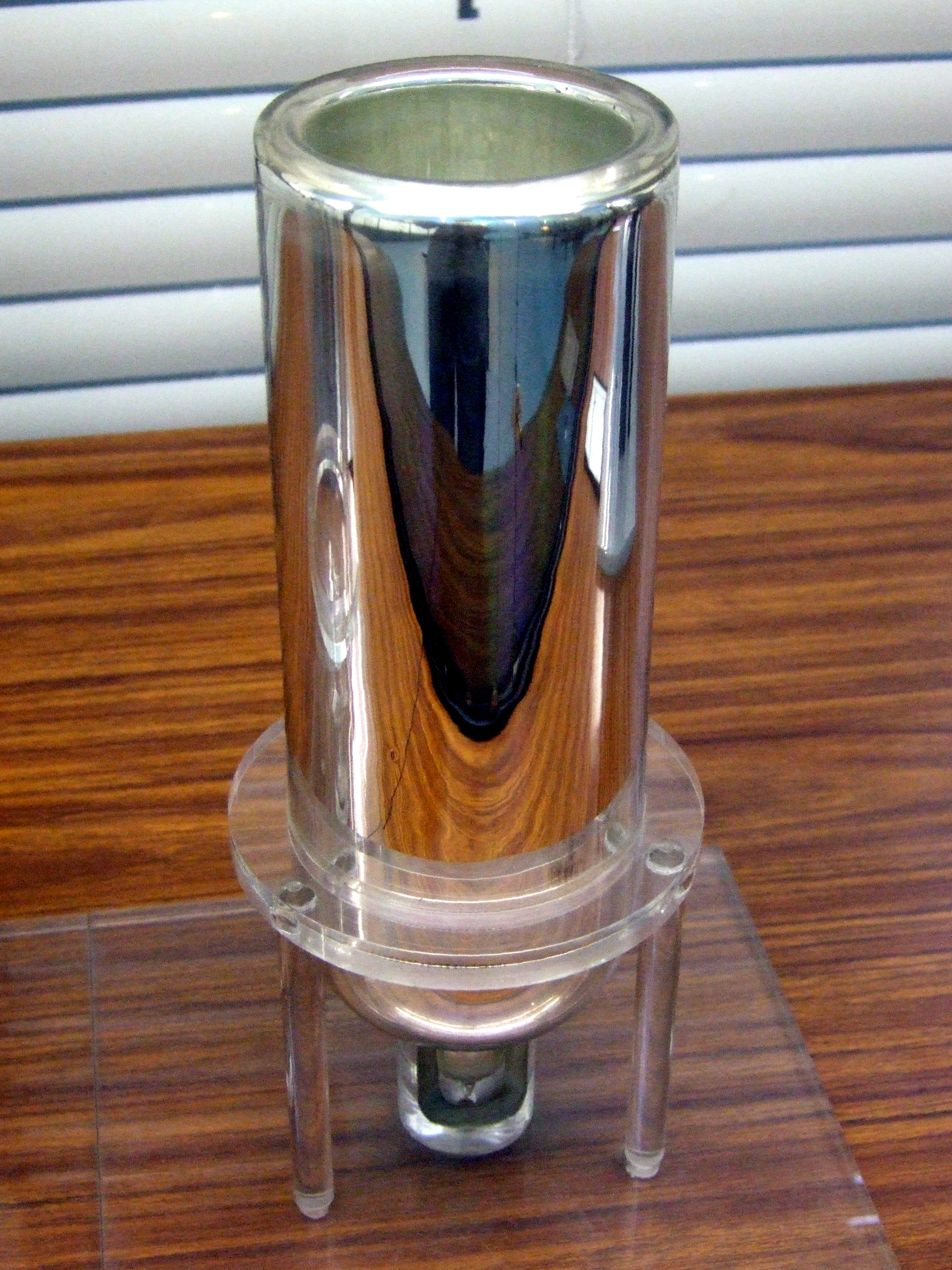
Flascó Dewar de laboratori, vas Dewar, Múnic

Un vas Dewar és un recipient dissenyat per proporcionar aïllament tèrmic al líquid que conté. El nom de vas Dewar es deu al seu inventor, el físic escocès James Dewar, que l'inventà el 1892 mentre treballava a la Universitat d'Oxford. Dewar mai arribà a patentar el seu invent, que els científics usaren per conservar sèrums i vacunes a temperatura estable. El nom de termos prové de la marca registrada Thermos de la companyia alemanya Thermos gmbH, que fou la primera a comercialitzar aquests recipients l'any 1904.
Un vas Dewar és una ampolla o recipient amb una doble capa de vidre (o similar), entre les quals s'ha generat el buit, per a prevenir el flux calorífic per conducció i convecció. La superfície més exterior i la superfície més interior estan cobertes d'una capa metàl·lica o d'alguna substància reflectora (Dewar va usar argent) per a evitar la transmissió de la calor per radiació.
S'utilitzen en laboratoris, per exemple, per a conservar nitrogen líquid sense la necessitat de refrigeració.
Fora dels laboratoris, els termos són usats sovint per a mantenir aliments freds o calents durant més estona. A causa del fet que els vasos Dewar són fràgils i cars, els fabricants solen usar variants de plàstic i metall.

## Història

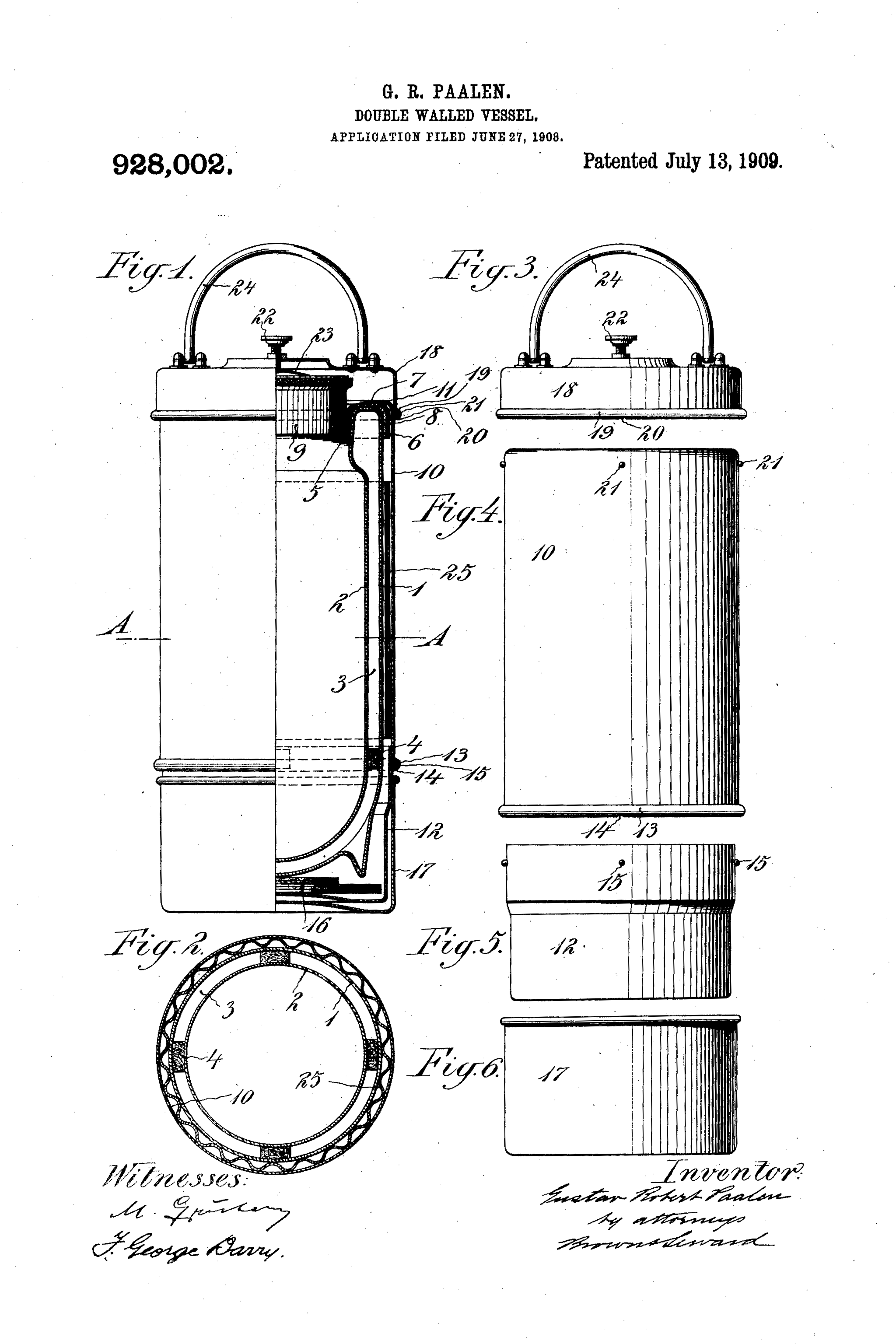
Gustav Robert Paalen, Vas de buit de doble paret, 1a patent, el 27 de juny de 1908, publicada el 13 de juliol de 1909

El vas de buit va ser dissenyat i inventat pel científic escocès James Dewar l'any 1892 com un resultat de la seva recerca en el camp de la criogènia. Quan efectuava experiments per a determinar la calor específica de l'element pal·ladi. Dewar va formar una cambra de llautó que va tancar dins d'una altra cambra per mantenir el pal·ladi a la temperatura desitjada. va evacuar l'aire entre les dues cambres, i va crear així un buit parcial per mantenir la temperatura del contingut estable. En necessitar aquest envàs aïllat, Dewar va crear el pot de buit, que va esdevenir una eina significativa per a experiments químics i també en un element comú de les cases. El flascó es va desenvolupar més tard utilitzant nous materials com el vidre i l'alumini; però, Dewar es va negar a patentar la seva invenció
Abans de la invenció de Dewar, el químic i metge alemany Adolf Ferdinand Weinhold va inventar la seva pròpia versió d'un vas de buit, en 1881. El disseny de Dewar es va transformar ràpidament en un article comercial a 1904, quan dos bufadors de vidre alemanys (un d'ells Reinhold Burger) van descobrir que podria utilitzar-se per mantenir calentes les begudes calentes i fredes, les begudes fredes. El disseny del flascó de Dewar mai es va patentar, però els alemanys que van descobrir el seu ús comercial anomenaren el producte, Thermos -que vol dir 'calor' en grec -, i van reclamar els drets sobre el producte comercial i la marca registrada. La fabricació i el funcionament de l'ampolla Thermos van ser millorats i refinats perceptiblement per l'inventor i comerciant vienès Gustav R. Paalen, que va dissenyar diversos tipus per a l'ús domèstic, que va patentar i va distribuir àmpliament, a través d' Thermos Bottle Companies, també en els Estats Units i al Canadà.
L'ampolla del termo va ser millorada i tornada a patentar pel vienès Gustav R. Paalen, i el nom "thermos" va esdevenir una marca registrada genèrica. El vas de buit va passar a ser utilitzat per a molts tipus diferents d'experiments científics, i el comercial "Thermos" es va transformar en un producte de consum comú. Finalment, altres fabricants van produir productes similars per a l'ús dels consumidors. "Thermos" segueix sent una marca registrada en alguns països, però va ser declarada una marca vulgaritzada als Estats Units el 1963, ja que col·loquialment és sinònim de flascons de buit en general. No obstant això, hi ha altres flascons de buit.
Existeix en l'actualitat un variat nombre d'instruments que permeten determinar els paràmetres canviants associats a la temperatura, i són les anomenades termobalances. El principi del flascó al buit és ideal també per a emmagatzemar certs tipus de combustible de coet i la NASA el va fer servir en dipòsits de propel·lents dels vehicles de llançament dels Saturn de la dècada de 1960 i 1970.

## Descripció

Esquema d'un termos

En lloc de confiar només en un termos per aïllar l'interior de l'exterior, l'envàs segellat, de fet, conté el buit. El buit no condueix calor en absolut per conducció o convecció, i la radiació, l'altra forma de traspàs tèrmic, és mantinguda al mínim cobrint les superfícies internes del buit amb argent o un altre metall reflexiu. El termos comú consta de dues ampolles de vidre, una dins de l'altra separades per un espai totalment estanc en què s'ha fet un buit total. La superfície interior del termos s'ha emmirallat, aprofitant la propietat que aquest té per impedir el pas de la calor per radiació. La resta de calor que passa a través del mirall per conducció i convecció es troba amb el buit d'aquesta cambra i en el buit no hi ha transmissió de calor per aquests mecanismes (excepte per radiació). D'aquesta manera, la temperatura no té manera de sortir a l'exterior. El punt feble del conjunt és el tap. Però, en termes generals, el grau de fiabilitat d'un termos està donat per la separació entre les dues ampolles i el grau de buit que s'hagi aconseguit.
En teoria, un termos podria, per tant, ser una aproximació a un aïllant perfecte per al seu contingut, per exemple, mantenint una tassa de cafè calent durant una dècada. A la pràctica, però, la paret interior del recipient s'uneix a la paret exterior, generalment a la boca del envàs, en la qual passa una lleu conducció de la calor entre les parets interiors i exteriors (encara que quedi el buit al mig).
Els termos s'han fet històricament de vidre tot i que ara també es fan de metall, que els fa més duradors i menys propensos a la fractura.

## Termodinàmica

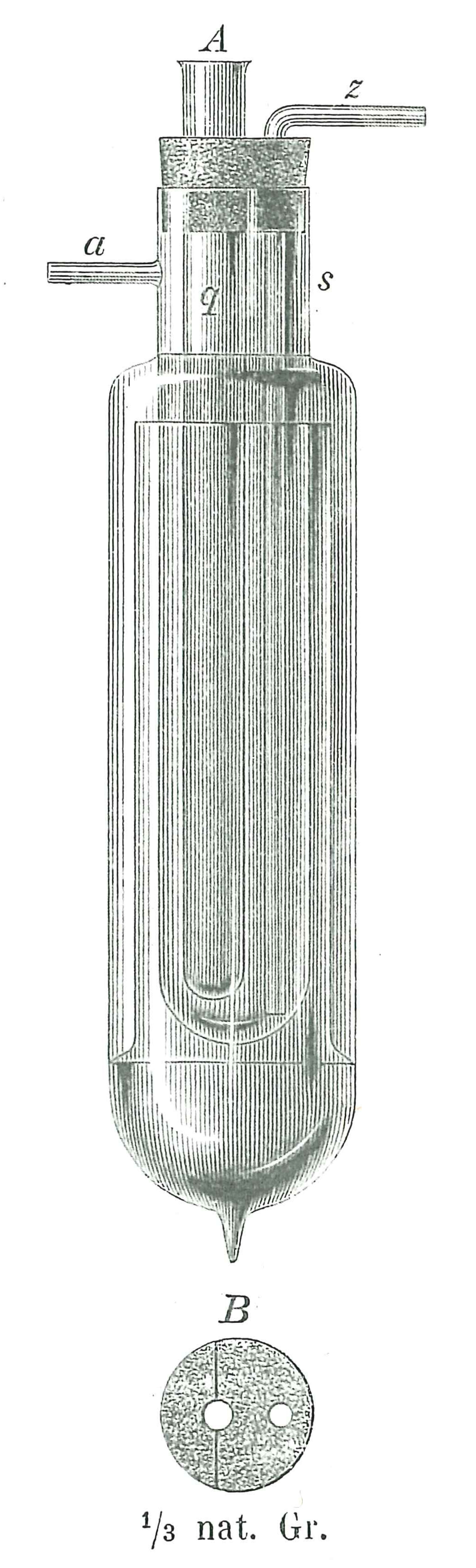
Descripció del termo per Weinhold (1881)

La taxa de pèrdua d'energia a través d'un termos es pot analitzar termodinàmicament, des de l'inici de la relació segona TdS:
{\displaystyle TdS=dH-dP}
{\displaystyle T_{surr}\Delta S=mc_{p}\delta T-Vdp}
Assumint que la pressió és constant al llarg del procés,
{\displaystyle T_{surr}\Delta S=c_{p}\left(T_{b'}-T_{c}\right)}
Rearranjant l'equació en termes de la temperatura de la superfície exterior de la paret interior del termos,
{\displaystyle T_{b'}=T_{c}+{\frac {T_{surr}\Delta S}{c_{p}}}}
On
- Tsurr és la temperatura de l'aire envoltant
- ∆S és el canvi de l'entropia específica de l'acer inoxidable
- cp és la capacitat de calor específica de l'acer inoxidable
- Tcés la temperatura del líquid contingut dins el flascó
- Tb' és la temperatura de la superfície exterior de la paret interior del termos

Ara considerem l'expressió general per la pèrdua de calor deguda a la radiació
{\displaystyle Q'_{0}=A\epsilon \sigma \left(T^{4}-T_{0}^{4}\right)}
En el cas del termos,
{\displaystyle Q'_{0}=A_{in}\epsilon _{s.s.}\sigma \left(T_{b}'^{4}-T_{surr}^{4}\right)}
Substituint l'expressió anterior per Tb',
{\displaystyle Q'_{0}=A_{in}\epsilon _{s.s.}\sigma \left[\left(T_{c}+{\frac {T_{surr}\Delta S}{c_{p}}}\right)^{4}-T_{surr}^{4}\right]}
On
- Q'0 és la taxa de transferència de calor per radiació a través de la part al buitdel termos
- Ain és l'àrea de superfície de l'exterior de la paret interior del termos
- εs.s. és l'emissivitat de l'acer inoxidable
- σ és la Constant Stefan–Boltzmann

Assumint que la superfície exterior i la paret interior del termos estan cobertes amb argent polida per a minimitzar la pèrdua per radiació, podem dir que la taxa d'absorció de calor per la superfície interior de la paret exterior és igual a l'absorció de l'argent polida de la calor radiada per la superfície exterior de la paret interior,
{\displaystyle \alpha Q'_{0}=Q'_{in}}
Per tal de mantenir l'equilibri d'energia, 
{\displaystyle Q'_{in}=Q'_{out}}
Com que l'absorció de l'argent polida és la mateixa que l'emissivitat, podem escriure
{\displaystyle Q'_{out}=\epsilon _{s.s.}Q'_{0}}
Per tant, la taxa de pèrdua de calor és,
{\displaystyle Q'_{lid}=Q'_{cond}+Q'_{conv}+Q'_{rad}}
{\displaystyle Q'_{lid}=kA_{lid}\left({\frac {T_{b}-T_{surr}}{\Delta x}}\right)+hA_{lid}\left(T_{b}-T_{surr}\right)+A_{lid}\epsilon _{p.p.}\sigma \left[\left(T_{c}+{\frac {T_{surr}\Delta S_{p.p.}}{c_{p}^{p.p.}}}\right)^{4}-T_{surr}^{4}\right]}
On
- k és la conductivitat tèrmica de l'aire
- h coeficient de la transferència convectiva de calor de l'aire lliure
- εp.p és l'emissivitat del polipropilè
- Alid superfície exterior
- cpp.p. capacitat de calor específica del propilè
- ∆Sp.p. entropia específica del propilè
- ∆x és la distància sobre la qual té lloc la conducció del gradient de temperatura

Ara tenim una expressió de la taxa total de pèrdua de calor com la suma de les taxes de calor,
{\displaystyle Q'_{total}=Q'_{out}+Q'_{lid}}
En la qual substituïm cadascuna de les expressions per cada component en l'equació.
Taxa de generació d'entropia del procés:
{\displaystyle \Delta S_{system}=S_{in}-S_{out}+S_{gen}}
Escrita com,
{\displaystyle \Delta S'_{system}=S'_{in}-S'_{out}+S'_{gen}}
Assumint un procés gradual,
{\displaystyle -\int {\frac {dQ'}{T_{surr}}}+S'_{gen}=0}
{\displaystyle S'_{gen}={\frac {Q'_{2}-Q'_{1}}{T_{surr}}}}
No s'afegeix calor al sistema,
{\displaystyle S'_{gen}={\frac {Q'_{total}}{T_{surr}}}}